# Okno
Ôkno (lat. fenestra) je prozorna ali prosojna odprtina v steni, vratih ali vozilu, ki omogoča prehod svetlobi in, kadar ni zaprto, tudi zraku in zvoku. Okna so običajno zastekljena ali pokrita s katerim drugim prosojnim materialom. Na svojem mestu jih držijo okviri. Številna okna se lahko odprejo, kar omogoča prezračitev, ali zaprta, kar preprečuje vpliv zunanjih vremenskih razmer.
Tipi oken so: v obliki obrvi, fiksno, eno in dvo krilno viseče drsno okno, horizontalno drsno okno, krilno okno, okno na nagib, na rotacijo, enojno in dvojno okno, ležeče okno, notranje okno,  zunanje okno,  okno kot nadsvetloba, okno kot žaluzija, strešno okno, balkonsko okno, poslikano okno, okno kot zasilni izhod, vitražno okno, francosko okno, bazilikalno okno, termalno ali Dioklecianovo okno, gotsko okno, križno okno,  mrežno okno,  podestno okno in dvojno - in trojno termopan okno, blagajniško okno, slepo ali lažno okno, itd.
Rimljani so bili prvi znani uporabniki stekla za okna. Verjetno so tehnologijo prvič izvedli v rimsko-egipčanski Aleksandriji okoli leta 100 n. št. Papirnata okna so bila gospodarna in so se pogosto uporabljala v antični Kitajski, Koreji in na Japonskem. V Angliji je steklo postalo običajno v oknih navadnih domov šele v začetku 17. stoletja. Okna izdelana iz plošč sploščenih živalskih rogov so uporabljali že v 14. stoletju. Moderna velika okna od tal do stropa so postala mogoča šele po tem, ko so izpopolnili proces industrijske izdelave stekla.

## Etimologija
Beseda okno je izpeljanka iz praindoevropske Hok - "videti", verjetno iz korenskega samostalnika s pomenom oko. Prvotni pomen bi lahko pomenil oko hiše.
Beseda okno (window) izhaja iz stare nordijske besede vindauga, iz vindr - veter in auga - oko torej oko vetra. V novo norveščini in islandščini je staro nordijska oblika preživela do danes (v islandski le kot manj uporabljan sinonim za gluggi), v švedščini beseda vindöga ostaja kot izraz za odprtino v strehi koče in v danščini vindue in knjižni norveščini vindu je neposredno povezana z "oko" je izgubljeno, tako kot za "okno". Danska (ne pa tudi knjižna) beseda se izgovarja dokaj podobno oknu.
Beseda okno je prvič zabeležena v začetku 13. stoletja in je prvotno pomenila neglazirano luknjo v strehi. Okno je nadomestilo staro angleško eagþyrl, kar dobesedno pomeni "oko luknja" in eagduru - "oko vrat". Veliko germanskih jezikov je sprejelo latinsko besedo fenestra za opis okna s steklom, kot standardno švedsko fönster ali nemško Fenster. Uporaba window v angleškem jeziku je verjetna zaradi skandinavskega vpliva na angleški jezik iz časov Vikingov. V angleščini se je beseda fenester uporabljala kot vzporedna vse do sredine 18. stoletja in fenestration za opis razporeditve oken na fasadi.

## Zgodovina
Najstarejša okna so bila samo odprtine v steni. Kasneje so okna pokrivali z živalskimi kožami, krpami ali lesom. Nato so dodali naoknice, ki so se lahko odpirale in zapirale. Sčasoma so okna zgradili tako, da so zaščitila prebivalce zunanjih vplivov in prevajala svetlobo: steklena okna z okenskim križem, ki so imela številne majhne koščke stekla sestavljena s svincem, papirnata okna, sploščene kose prosojnega živalskega roga in tanke plošče alabastra. Na Daljnem vzhodu so uporabljali papir za izpolnjevanje oken. Rimljani so prvi znani uporabniki stekla za okna, tehnologijo pa izumili v rimsko-egipčanski Aleksandriji okoli leta 100 n. št. Pojavljati so se začela okna z litim steklom, čeprav s slabimi optičnimi lastnostmi. Proizvodnja je bila majhna, malo več kot pihanih steklenih kozarcev (valjaste oblik) in izdelovali so tanke sploščene liste iz steklene mase, s krožnimi vzorci brazd po površini in vgrajene v okenske križe. To bi bilo več kot tisočletje pred tem, ko je okensko steklo postalo dovolj prosojno, da se je videli skozi.
V naslednjih stoletjih so bile razvite tehnike za izdelavo tanjših pravokotnih okenskih stekel iz istega steklenega materiala. To je vodilo k izdelavi visokih ozkih oken med seboj ločenih z navpično podporo imenovano okenski križ. Taka okna so bila razširjena po Evropi, saj so bila papirnata neekonomična in se pogosto uporabljala le v starodavni Kitajski, Koreji in na Japonskem. V Angliji je steklo v oknih navadnih domov postalo običajno šele v zgodnjem 17. stoletju. Zgodovinar, avtor in producent televizijskega šova James Burke primerja hitro širjenje oken v Veliki Britaniji v poznih 1500, s proizvodnjo železnih topov (prvi odlit leta 1547). Piše »To je vodilo k zagonu premoga kot gorivo, ki je spodbudil proizvodnjo železa, ki zahtevala še več premoga in še več železa, nato so iznašli črpalke na parni motor, kanale ... in še več železa; vse zato, ker je okno postalo udobno za srednji razred v poznih dneh male ledene dobe, ter močan faktor med vodilnimi za uničevanje angleških gozdov in preklop gospodarstva na premog«.
Moderen slog oken od tal do stropa je postal mogoč šele po tem, ko so izpopolnili proces za izdelave industrijskega ravnega stekla. Sodobna okna so sicer praviloma napolnjena s steklom, lahko pa tudi s prozorno plastiko.

### Vitraž
Okno iz obarvanega stekla je sestavljeno iz številnih posameznih kosov stekla. Ti se držijo skupaj z vodili v obliki črke H, ki so zvarjeni skupaj. Svinec je mogoče zlahka upogniti tako, da so lahko oblikovali skoraj vsako stekleno površino. S to tehniko so povezali posamezne koščke steklenega mozaika.
Okrogle steklene ploščice z dvignjeno sredico v obliki polža, ki so sestavljene s svincem, so posebna oblika vitraža.

### Letvana okna
Delci stekla so vstavljeni v okno v obliki mreže. Med posameznimi stekli so za montažo ozki trakovi  - letve iz lesa ali kovine. Ker stekla v 19. stoletju niso bila na voljo v kateri koli velikosti, so, da bi izdelali okna z velikimi zasteklitvami, uporabili delitev z letvami. Struktura tako razvitih oken je bila razmeroma draga, pogosta pa v secesijskem slogu.

### Razvoj v zadnjih 100 letih
V stanovanjskih stavbah so se večinoma vgrajevala lesena dvojna okna. Industrijske in druge poslovne stavbe so bile bodisi opremljene z lesenimi okni ali okni iz litega železa. Uporabljali so regionalno enake standardne dimenzije.

#### Bauhaus
V stanovanjskih stavbah so večinoma uporabljali lesena vezana okna. Industrijske in druge poslovne stavbe so bodisi opremljeni z lesenimi okni ali okni iz jeklenih profilov. Okna so bila narejena standardnih velikosti in modulov v industrijski proizvodnji. V Evropi so bila pogosta drsna okna.

#### 1954 Razvoj prvega plastičnega okna
Heinz Pasche je skupaj z družbo Dynamit Nobel iz Troisdorf razvil prvo plastično okno. Pasche je bil kovinar in je želel, da bi imel kovinski okvir plastično prevleko, ki je odporna na vremenske vplive in trajna. Družba Dynamit Nobel je bila že znana po svojem razvoju na trgu plastike in različna stiskanja. Podjetje Trocal je izdelalo prvo standardno plastično okno ga dalo na trg leta 1954.

#### 1970 in 1980
V stanovanjskih stavbah so se uporabljala lesena, aluminijasta in plastična okna z enojno ali dvojno zasteklitvijo. Industrijske in druge poslovne stavbe so bile opremljene z lesenimi, aluminijastimi, jeklenimi in plastičnimi okni. Okna so bila standardnih velikosti in modulov, rezultat industrijske proizvodnje.

#### 1990 do danes
Okenski sistemi se precej razlikujejo po državah. V srednjem delu Evrope so okna sledeča:
Od sredine 1980-ih prevladujejo izolirana okna - enojno ali dvojno zastekljena in nagibna. Z metalizacijo ene od obeh plošč, se je toplotna izolacija stekla znatno povečala. Plastična okna so pridobila močan tržni delež. Lesena okna so zunaj oblečena z aluminijastim okvirjem, da se doseže potrebna zaščita pred vremenskimi vplivi. Od leta 2000 se vse več uporablja trojno izolacijsko steklo za večjo in boljšo izolativnost, toplotna izolacija okna je povečana in omogoča gradnjo nizkoenergijskih in pasivnih hiš po vsem svetu. Tako v stanovanjski gradnji kot tudi poslovnih stavbah so okenski elementi masovno uporabljeni, delež stekla na fasadah se je močno.
Velika okna so se do približno leta 1990 izdelovala iz ravnih plošč. Proizvodni proces v steklarski industriji danes lahko izdeluje ukrivljena stekla, kot na primer v avtomobilski industriji. Okna niso več samo stenske odprtine ampak jih je treba obravnavati kot konstruktivni modularizirani element fasade. Proizvodne specifikacije zahtevajo statične pogoje funkcije in gradbenih standardov. Osnova za nova okna so modularni sistemi, kar pomeni, da so profili za okna in pribor že preizkušeni in se ujemajo, dovolj je le ustrezna dolžina in sestavljanje.
V sodobnih stavbah se fasada pogosto imenuje enovita fasada, saj so zunanja stekla nameščena neposredno na okna.

## Oblika in struktura

### Vrste
Glede na oblikovanje, material in mesto okna v stavbi, je treba razlikovati naslednja okna:
Po materialu:
- Lesene okno
- Aluminijasto okno
- Kombinirano les-aluminij okno
- Plastično okno
- Plastično okno z aluminijasto lupino

Po namestitvi:
- Kletno okno
- Okno v zunanji steni
- Vogalno okno, vogalno izbočeno okno
- Okno povezano s fasado
- Nadsvetloba, strešno okno
- Okno kot element fasade z okenskim križem
- Notranja okna med dvema prostoroma

Po uporabi: 
- Fiksno okno
- Okno za pasivno gradnjo
- Okno za toplotno zaščito
- Okno za zaščito pred soncem
- Varnost okno

### Elementi
Glede na velikost okna in odprtino v steni, je okno sestavljeno iz množice posameznih elementov:
- Enokrilno okno ima natanko en premični člen.
- Več krilno okno: ima najmanj dva premična elementa, ki sta razporejeni drug poleg drugega in se vrtita okoli vertikalne osi.
- Zgornje okno: zgornji del vodoravno razdeli okno, zgornji del ima nato vodoravno os vrtenja ali je togo in je znatno manjše kot glavno okno.
- Spodnje okno: spodnji del vodoravno razdeli okno, lahko je togo in znatno nižje kot glavno okno.

### Dodatki
- Okenski tečaji, okensko okovje, olive
- Police znotraj in / ali zunaj
- Fiksna ali premična zaščita pred soncem in sistemi za senčenje
- Rolete so pomembni elementi za oblikovanje fasade stavbe; pa tudi vreme, vidljivosti, zaščita pred soncem in protivlomna zaščita
- Žaluzije, notranje in zunanje vodoravne
- Zatemnilni elementi, zavese
- Folije za zaščito pred soncem

## Tipi

### Kamnit okenski okvir
Pri zidanju sten nastane problem najti primeren zgornji del za odprtino v steni, da dobimo špalete, ki so potrebne zaradi statičnega tlaka sile v zidu okoli okna. Horizontalne zgornje preklade morajo vzdržati posledice nateznih napetosti. Za preklade so uporabljali lesene tramove, kamen, odprtino so lahko premostili z lokom. Okna s kamnitimi prekladami dolžine več kot meter so bile redke pred obdobjem, ko so bili na voljo materiali kot so jeklo ali armirani beton.

#### Termalno okno
Termalno ali Dioklecijanovo okno je veliko polkrožno okno (ali niša), ki je običajno razdeljeno v tri predelke z dvema okenskima križema. Osrednji prostor je pogosto širši od obeh stranskih.
Motiv polkrožnega tristranskega okna sega v rimsko arhitekturo, v kateri je okno, ki se je uporabljalo zaradi svoje velikosti, še posebej primerno v termah. V arhitekturi renesanse je motiv prvič prevzel Andrea Palladio, potem ko je videl vrsto oken v času študija v termah v Rimu. On jih je uporabljal v posvetnih stavbah, kot so Villa Pisani (1560) in njegove beneške cerkve. Med obnovo Dioklecijanovega kopališča v cerkvi S. Maria degli Angeli e dei Martiri so vrsto oken prilagodili v baročnem slogu. Kasneje je bil ta tip oken prevzet v historicizmu in secesiji.
- Termalno okno v Dioklecianovih termah (Santa Maria degli Angeli) v Rimu, 300 n. št.
- Palladio: Termalno okno v Villa Pisani, Bagnolo di Lonigo, 1560
- Palais du vin, Bruselj, 1909

#### Ločno okno
Za večje zidne odprtine so primerni loki, ki so bili potrebni v tradicionalni stenski umetnosti nositi obremenitev krovnih sten. Glede na strukturno obliko odprtine v steni, je bilo odvisno tudi oblikovanje okenskih okvirjev in steklenih površin.
Obokana okna so razvili izhajajoč iz romanskega loka, prek šiljastega gotskega loka ter številne druge vrste, kot so eliptični, košarast in laminiran loka. V baroku, rokokoju in art nouveau so bili razvite različne okenske oblike.
Širša okna so bila zgrajena iz več sosednjih obokanih oken, ločenih s stebri ali oporniki, ki nosijo breme. Takšna okna so, na primer obokana okna iz romanike.
- Ločna okna na romanski hiši v Gelnhausen
- Obokana arkadna okna v palači Pitti, Firence, sreda 15. st.

#### Okno s kamnitim okenskim križem
Okno s kamnitim križem se je razvilo zaradi širitve odpiranja okna v višino in povečanja prepustnosti svetlobe. Pri tem so nastala deljena okna, prilagojena za vsak posamezen okvir.

#### Okno s krogovičjem
Gotsko oblikovana okna v cerkvah z dodatnim filigransko klesanim kamnom, krogovičjem, ki je bil vgrajen v okensko odprtino in tudi prevzel nosilne naloge kamnitega in kovanega okenskega okvirja. Starejša okna so bila izdelana s pisano obarvanim steklom in so bila sestavni del gotske zasnove prostora v verskih objektih.
V času renesanse, je bilo okno razdeljeno na ustrezne velikosti z navpično palico iz kamna, delno izravnano z vodoravnim drogom, kar se je kasneje preoblikovalo v tako imenovani kamniti okenski križ.
Podobne oblike so se razvile v arabsko-indijskem prostoru, kjer so prosojna okna skozi zapletene filigranskse vzorce sicer zaprta.

#### Kamnito drsno okno
Kamnito drsno okno je bilo uporabljeno predvsem na podeželskih območjih v obokanih kleteh za prezračevanje. V hladnem ali slabem vremenu in ko ni bila potrebna svetloba, so okno z drsnim kamnom zaprli. Uporaba takega okna sega v 18th/19th stoletje.

#### Okvirji in okensko krilo
Pomemben napredek je bila konstrukcija okenskega krila. Steklo ni bilo več vpeto neposredno v zid, ampak vstavljeno v skeletno konstrukcijo (okvir) in zatesnjeno s kitom. Okvir kot tudi okensko krilo sta bila narejena vnaprej.
Okenski okvir omogoča premikanje kril na razne načine: lahko se nagne kot vertikalni nagib okna, zavrti okoli navpične osi ali kot drsno okno, pa tudi kot potisno okno. Okno je lahko tudi navidezno (z roletami ali leseno zaporo).
Poznamo enokrilna in dvokrilna okna. Lahko so izvedena z vmesnim stebrom ali brez. V slednjem primeru ostane čista širina brez ovire. Enokrilno okno, v katerem so drugi vstavki, se imenuje francoska vrata. Obstaja tudi drugačne različice izvedb.

### Okenski okvir
Drug pomemben dogodek je bila konstrukcija okenskega okvirja, ki je pripeljala do razvoja oken. Nov okvir je omogočil ločitev okenskega krila.
Okna so lahko imela lesen in kamniti okvir. Kamnite okvirje so praktično popolnoma zamenjali sodobni leseni okvirji, te pa v zadnjem času v veliki meri nadomeščajo plastični in iz kompozitnih materialov. V hlevih in industrijskih stavbah so okvirji in / ali podboji vrat iz jeklenih profilov, kovanega ali litega železa.

## Načini odpiranj

### Fiksno okno
Fiksno okno se ne odpira, njegova vloga je samo omogočiti osvetlitev prostora. Okna svetlobnih nadstropij so običajno fiksna. Nadsvetlobna okna so lahko fiksna ali se odpirajo. Tak tip okna se uporablja tam, kjer ventilacija prostora ni nujna.

### Drsno okno z letvami
Ena krilo je pomično (običajno spodnje) in drugo je fiksno. To je oblika drsnega okna z letvami in je tudi cenejša.

### Okno kot nadstrešek
Okno, ki ima okvir krila obešen okoli vodoravne osi in ima tečaje na vrhu, se zasuče navzven kot markiza. To okno naj bi zasnovala Emilie Poisson.

### Okno na izpah
Okensko krilo je na okvir pritrjeno s tečaji spodaj in se suka z nagibanjem vertikalno, običajno navznoter.

### Kombinirani načini odpiranj
Možne so različne kombinacije odpiranj okenskih kril v odvisnosti od funkcije okna v prostoru.

### Okno kot obrv
Izraz okno obrv se uporablja v dveh primerih: ukrivljeno zgornje okno v steni ali kot strešno okno. To je vrsta majhnih oken običajno pod sprednjimi kapami ali v frčadah.

### Nadsvetloba
Nadsvetlobno okno je običajno nad vrati, bodisi zunanjimi ali notranjimi. Največkrat je to fiksno okno, lahko pa se odpre s tečaji na vrhu, na dnu ali sredini. Zagotavlja prezračevanje pred prevelikim ogrevanjem in hlajenje zraka.

### Svetloba s strani
Okno poleg vrat ali okna, se imenujejo stranska svetloba ali spremljajoče okno.

### Okno kot žaluzija
Okno kot žaluzija je sestavljeno iz vzporednih lamel iz stekla ali akrila, ki se odpirajo in zapirajo kot žaluzije, navadno z ročico. V veliki meri se uporabljajo v tropski arhitekturi. Okno kot žaluzijo je lahko izvedeno v kombinaciji z vrati kot žaluzija.

### Svetlobno nadstropje
Okno je v strešni konstrukciji ali visoko v steni in se uporablja za dovod dnevne svetlobe. Najpogosteje jih srečamo v katedralah in cerkvah.

### Strešno ali kletno svetlobno okno
Svetlobno okno v strehi ali nad kletjo se uporablja za osvetljevanje prostora. Lahko je poševno ali vodoravno v strehi in se redko odpira in izjemno uporablja kot izhod na streho.
V posebnih primerih je lahko izvedeno kot kupola na strehi, lahko je tudi svetlobno nadstropje.

### Zasilni izhod
Okno je dovolj veliko in dovolj nizko, da ga lahko ljudje uporabijo za pobeg v nujnih primerih, kot je na primer požar. V mnogih državah imajo za taka okna točne specifikacije v gradbenih predpisih.

### Francosko okno
Francosko okno (tudi francoska vrata) predstavlja velika vrata sestavljena iz svetlobne rešetke, običajno je dvokrilno ali več krilno. Znano kot porte-fenêtre v Franciji in portafinestra v Italiji, so pogosta na izstopih na teraso ali balkon in se pogosto uporabljajo v sodobnih hišah.

## Enostavno - enojno okno
Enojno okno je najstarejša različica. Krila so nameščene zunaj ali znotraj, včasih v kombinaciji z zaslonom ali žaluzijo. Običajno so imela tudi enojno zasteklitev.
Enojno okno je bilo pravilo do leta 1820. Enojno zastekljena okna pri novogradnjah ni več dovoljeno vgrajevati.
Enojna okna z več plastmi zasteklitve (izolirana okna) so danes standardna okna z večinoma dobrimi izolacijskimi lastnostmi.

## Dvojno in vezano okno
Dvojno okno, tudi škatlasto okno je tisto, ki ima na istem okviru pritrjeni krili znotraj in zunaj, torej tudi dve zasteklitvi, kar je v smislu izolacije predstavljalo tehnološki napredek. krili se bodisi odpirata ena navzven ena navznoter ali obe navznoter. Razdalja med kriloma je lahko enaka debelini zidu ali manjša, vsekakor je niša med njima uporabna. Zunanje krilo je lahko tudi žaluzija.
Najstarejše najdbe dvojnih oken so iz leta 1695 in jih je še vedno mogoče najti v Oberen Schloss  v Öpfingenu v Ulmu.
Nadaljnja izboljšava tega sistema je bilo vezano okno - dvojna zasteklitev na enem okenskem krilu izvedena s posebnim mehanizmom za odpiranje obeh delov zaradi zagotavljanja čiščenja. Predstavlja prehod na sodobna enojna okna z dvojno zasteklitvijo. Sestavljena okna so razvili v drugi polovici 19. stoletja , vendar so prevladala šele po drugi svetovni vojni. Bolj so se razmahnila v letu 1959.

## Okno z izolacijskimi stekli
Dvojna izolacijska zasteklitev okna ima dve vzporedni plošči, običajno ločeni za okoli 16 mm. Ta prostor je trajno tesnjen in napolnjen v času izdelave s suhim zrakom ali drugim suhim žlahtnim plinom. Takšna okna zagotavljajo dobro toplotno izolacijo (in običajno tudi zvočno izolacijo) in so odporna na megljenje, ki ga povzročajo temperaturne razlike. Pogosto se uporabljajo za stanovanjske in poslovne objekte v zmernem podnebju. Trojno zastekljena okna so danes najnižji standard gradnje v ogrevalno dominantnih krajih po Evropi.

## Slepo okno
Ne gre za odprtino v steni ampak le stensko nišo. Obstajajo oblikovalski razlogi, kot so enotna fasada, pa tudi statični razlogi, kot porazdelitev obremenitve.

## Fizikalne lastnosti
V skladu s predpisi, mora okno zadovoljiti ustreznim toplotnim izgubam in odbijati sončno toploto. Poleg tega mora zagotoviti naravno osvetlitev, kot tudi zaščito pred poletno vročino. Če ne dosega potrebnih učinkov, so potrebna zunanja senčila.
Okno mora zadovoljiti naslednjim zahtevam: 
- naravna izpostavljenost; za vsako področje uporabe je ključnega pomena za izračun, ki ureja zahtevano naravno svetlobo.
- naravno prezračevanje
- zaščita pred vremenskimi vplivi
- toplotna zaščita
- UV zaščita
- zvočna izolacija
- protipožarna zaščita
- zaščita pred vlomom
- prehodnost in zaščita pred pobegom
- zasebnost; premazi, mlečno ali okrasno steklo, ki onemogočajo pogled ureja zakon (Direktiva o delovnem mestu)

## Odpornost na veter in stopnja izmenjave zraka
Stara lesena okna so zagotavljala izmenjavo zraka. To je pomenilo minimalno higiensko spremembo zraka, tako da so se izognili težavam s plesnijo.
Danes tesnila zagotavljajo zelo visoko raven standarda zrakotesnosti. Brez odpiranja oken ustrezno prezračevanje ni več zagotovljeno, zato so mehanski prezračevalni sistemi v stanovanjih vedno bolj potrebni.
Vlažnost v prostoru običajno poteka po zraku. Posamezna zastekljena okna so najhladnejša površina in vidna vlažnost se odraža na steklu. Če okno nadomestimo s sodobno toplotno izoliranim oknom je zelo velika verjetnost, da bodo hladna območja v prostoru drugje, na primer pri toplotnih mostovih okrog okenskih okvirjev, ki so zato vlažna in nagnjena k plesni.

## Zvočna izolacija
Za zamenjavo ali prvo vgradnjo okna, je pomembna raven hrupa okoliškega prometa, ki se evidentira v tabeli in določa potrebno zvočno izolativnost okna. Okna kot najšibkejši člen, zmanjšajo zvok težje kot zunanje stene.
Zvočno izolirana okna imajo konstruktivne izboljšave na področjih: 
- okensko steklo
- okensko krilo
- okenski okvir
- spoji med okvirjem in zunanjo steno in okvirjem in krili

Skozi večplastno steklo s posebnimi protihrupnimi filmi, se elastičnost stekla poveča tako, da se poveča moč zmanjšanja hrupa. Pred leti je bil prostor med stekli napolnjen s plinom, ki je težji od zraka, zdaj je v večini evropskih držav prepovedan, zaradi svojih ozonu škodljivih lastnosti, v skladu s Kjotskim protokolom o zaščiti podnebja. Namesto tega se sedaj uporablja argon ali kripton.
Zaprta okna z visokim izkoristkom: 
- debela troslojna stekla z razmeroma veliko razdaljo med stekli
- tankostenski elastičen okvir
- trojno tesnilo med krilom in okvirjem iz gumijastih profilov

## Toplotna zaščita
Zaščita pred hlajenjem stavbe je izziv povečal zaradi višjih cen energije in zakonskih zahtev.
Izolacijsko okno je sistem, ki uporablja izolacijsko steklo z dvema ali več stekli ter zrakotesni okvir. V prostoru med stekli izolacijskega stekla je zrak ali inertni plin (argon ali kripton). Sposobna so zmanjšati koeficient toplotne prehodnosti, Ug, iz 3,0 W/(m²K) za stare dvostekelne zasteklitve, do približno 1,0 W/(m²K) za dvojno zasteklitev, približno 0,5 W/(m²K) za trojno zasteklitev ter do približno 0,3 W/(m²K) za štirikratno zasteklitev. Na trgu so od l. 2015 dostopne tudi pet in šestkratne zasteklitve s toplotno prehodnostjo v sredini do 0,24 W/(m²K), ki so v uporabi pretežno v Skandinaviji.
Okvir mora imeti podobno toplotno upornost kot uporabljena zasteklitev.

## Windowsill
Zaradi prisotnosti okenske police se poveča debelina tople zračne reže v bližini okna in stenskega dela, ki meji na okensko polico.